# Военные реформы Павла I
Военные реформы Павла I — комплекс преобразований гвардии, армии и флота, который был осуществлён по инициативе Всероссийского императора Павла I (правил в 1796—1801 годы).
Император Павел I пытался «навести порядок» в гвардии, армии и на флоте, уволив офицеров, числившихся в штате формирований лишь номинально, но годами не появлявшихся в частях. Этот шаг (как и многие другие, например введение телесных наказаний для дворян) серьёзно ущемил интересы дворянства и содействовал свержению Павла I. «Образ нашей жизни офицерской после восшествия на престол императора Павла совсем переменился, — вспоминал граф Е. Ф. Комаровский; — при императрице Екатерине II мы помышляли только, чтобы ездить в общество, театры, ходить во фраках, а теперь с утра до вечера на полковом дворе; и учили нас всех, как рекрут».
Реформы вызвали недовольство многих групп русского дворянства, которые упрекали Павла в деспотичности и отсутствии последовательности. Неслучайно в заговоре против Павла принимали участие командиры полков императорской гвардии. После гибели Павла наиболее обременительные для офицерства нововведения были отменены.

## Воинские уставы
В ноябре 1796 года, когда Павел пришёл к власти, был издан указ о принятии новых воинских уставов: «О полевой и пехотной службе», «О полевой кавалерийской службе» и «Правила о службе кавалерийской». Среди прочего эти уставы устанавливали личную уголовную ответственность офицеров за жизнь и здоровье подчинённых им солдат. Офицеры могли подвергнуться взысканиям и получить серьёзное наказание. Офицерам и генералам запрещалось пребывать в отпусках более 30 дней в году.
Офицерам запретили делать долги. В случае неуплаты долга командир полка должен был вычесть нужную сумму из жалования. Если его не хватало, офицера сажали под арест до уплаты долга, а жалованье перечисляли кредиторам. Для нижних чинов император ввёл отпуск 28 календарных дней в году. Запретил забирать солдат для работы в имениях и привлекать к иным работам, не связанным с военной службой. Солдатам было разрешено жаловаться на злоупотребления командиров.

## Морской устав
Император Павел уделял огромное внимание организации, техническому обеспечению и снабжению флота. Он пересмотрел и изменил Морской устав Петра Великого. Многое из павловского устава сохраняется в российском флоте по сей день.
Главным отличием павловского устава была чёткая регламентация службы и быта на корабле. В петровском уставе почти в каждой статье следует мера наказания за её нарушение. В павловском же уставе наказания упоминаются редко, должность корабельного палача не предусмотрена вовсе. Павел Петрович отменил килевание (когда провинившегося привязывали к канату и протаскивали на нём под водой с одного борта корабля на другой).
Уставом были введены новые должности во флоте — историограф, профессор астрономии и навигации, рисовальный мастер.

## Срок службы
При Петре I в России появляется регулярная армия и начинается набор в солдаты рекрутов. Хотя рекруты и их дети, появившиеся во время отцовской военной службы, освобождались от крепостной зависимости, служба солдат была пожизненной и увольняли со службы только уже совсем не пригодных к ней. Император Павел I ограничил срок службы солдат 25 годами. Ввёл для уволенных со службы по состоянию здоровья или выслуге более 25 лет пенсию с содержанием таких солдат в подвижных гарнизонных или инвалидных ротах. Император приказал хоронить погибших и умерших солдат с воинскими почестями.
Павел установил понятие «беспорочной службы». При «беспорочной службе» сроком 20 лет нижние чины навсегда освобождались от телесных наказаний. Вместе с тем «в 1798 г. Павел I уволил из армии всех офицеров недворянского происхождения и категорически запретил шефам полков представлять к производству в офицеры унтер-офицеров не из дворян»

## Военное образование
В воинском уставе 1796 года впервые давались чёткие практические указания по обучению набранных рекрутов: «Офицерам и унтер-офицерам всегда замечать солдат, которые под ружьём или в должности ошибались, и таковых после парада или учения, или когда с караула сменятся, учить; а если солдат то, что надлежит, точно знает, а ошибся, такового наказать».

## Обмундирование
Существует расхожее представление, что после потёмкинских реформ, придавших униформе максимальную функциональность, Павел переодел русскую армию на прусский манер середины XVIII века («всё снова онемечилось, опарадилось, обузилось»). Чтобы его войска напоминали армию его кумира Фридриха Великого, император «опять заставил плести косы, пудриться, надевать узкие штиблеты на ноги».
К новому павловскому обмундированию были впервые введены тёплые зимние вещи: специальные тёплые жилеты и впервые в военной российской истории шинель. До этого со времён Петра I единственной тёплой вещью в армии была епанча (плащ из простой материи). Солдаты должны были сами из собственных средств покупать себе зимние вещи и носить их только с разрешения начальства. В Отечественную войну павловская шинель спасла жизнь тысячам солдат.
Также император ввёл в зимнее время года для часовых караульные овчинные тулупы и валенки. В караульном помещении пар валенок должно быть столько, сколько необходимо, чтобы каждая смена часовых обувала сухие.

## Строительство казарм
В России XVIII века размещение на постой войск было обязанностью горожан, выделявших для этой цели помещения в своих домах. Казённые казармы имелись только в северной столице. Павел решил положить конец этому. В 1797 году он распорядился переоборудовать под казармы Екатерининский дворец в Москве. По указанию императора в стране велось строительство казарм для войск. Строить их Павел приказал за счёт местного дворянства и горожан.

## Новые формирования
Сразу после восшествия на престол Павел занялся проблемой нехватки хороших и точных карт в России. Уже 13 ноября 1796 года он издаёт указ о передаче карт Генерального штаба в ведение генералу Г. Г. Кушелеву и о создании Его Императорского Величества чертёжной, которая 8 августа 1797 года была преобразована в Собственное Его Величества Депо карт.
29 ноября 1796 года высочайшим приказом были утверждены новые штаты полков, одновременно все войска были распределены на 12 дивизий, которые составили дивизионное военное управление, в смысле современных военных округов (схожий вид военно-административного деления под названием "дивизия" уже существовал в России со времен Петра I), а вскоре они были переименованы в "инспекции", и вся Россия в отношении военного управления была разделена на 12 инспекций.
В 1797 году по указу Павла Петровича был сформирован Пионерный полк — первое крупное военно-инженерное формирование в русской армии.
Павел I — основатель фельдъегерской службы в России, то есть воинского формирования связи. Фельдъегерский корпус был создан по указу императора от 17 декабря от 1797 года.
Издание указа Павла I о строительстве помещений для учебных театров (аудиторий) врачебного училища и для общежития его учеников (29 декабря 1798 года) считается датой основания Военно-медицинской академии в Санкт-Петербурге.

## Шагистика
Павловское правление в памяти потомства зачастую ассоциируется с шагистикой и фрунтом. Император действительно превыше всего ценил дисциплину и лично командовал разводами караула. Подобно отцу, его поглощала внешняя сторона военного дела — чёткость строя, выправка, произносимые команды. Вернулись многие прусские порядки, забытые со времён Петра III.
«Государь, поставя во фрунт офицеров, обучал их метать ружьём и алебардами, со строгим наблюдением, что ежели кто хоть чуть ошибётся или не проворно сделает, то сорвут с него шляпу и потащат под караул», — писал позднее адмирал А. С. Шишков.
Не имеет под собой оснований легенда о том, что Павел прямо со смотра отослал один из полков в Сибирь, причём разжалованные посмели остановиться, только получив известие о смерти императора. Тем не менее полковник Н. А. Саблуков, как и многие другие мемуаристы, сетует на «чрезмерную придирчивость» императора и то, что «офицеры прямо с парада отсылались в другие полки на весьма большие расстояния»:

Это случалось настолько часто, что у нас вошло в обычай, будучи в карауле, класть за пазуху несколько сот рублей ассигнациями, дабы не остаться без денег в случае внезапной ссылки. Подобное обращение, естественно, держало офицеров в постоянном страхе и беспокойстве.
Знаменитый павловский вахтпарад сохранился до XXI века под другим названием — развод караула. Строевой шаг, введённый Павлом, существует под названием «печатный для почётного караула».

## Медали и знамёна
До Павла I орденов или наград для солдат даже в Европе почти не существовало. В 1799 году в России появилась серебряная медаль «За храбрость», которой награждались нижние чины. Впервые было введено награждение солдат знаками ордена Святой Анны за беспорочную двадцатилетнюю службу. В 1800 году Аннинский знак был заменён на знак Ордена Святого Иоанна Иерусалимского. Вторым после Павла в истории Европы наградные знаки для солдат ввёл во Франции Наполеон. В 1797 году Павел своим указом установил праздник всех кавалеров российских орденов.
Император Павел I изменил понятие полкового знамени. С 1797 года он приказал выдавать полковые знамёна только драгунским и кирасирским полкам. Со времён Петра I полковые знамёна и штандарты относились к табельному имуществу. Павел Петрович перевёл их в разряд полковых святынь. Павел установил торжественную церемонию освящения штандартов и знамён в армии, порядок вручения святынь полкам, принятие присяги под полковыми знамёнами. Произнося слова присяги, воин одной рукой держался за полотнище знамени, а другую поднимал вверх.